# Humans de sal

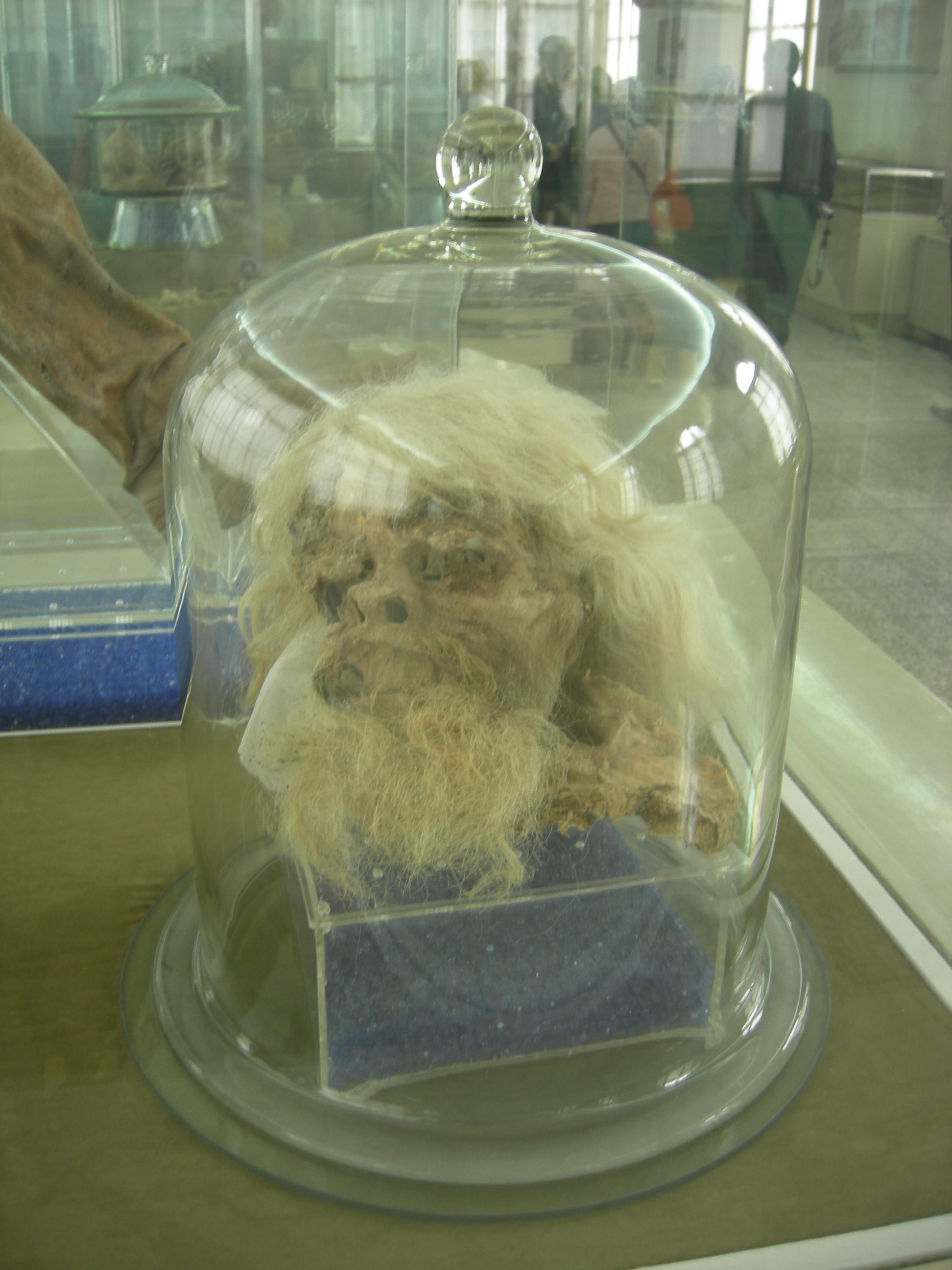
Urna amb el cap d'un home de sal descobert el 1993, Museu Nacional de l'Iran, Teheran

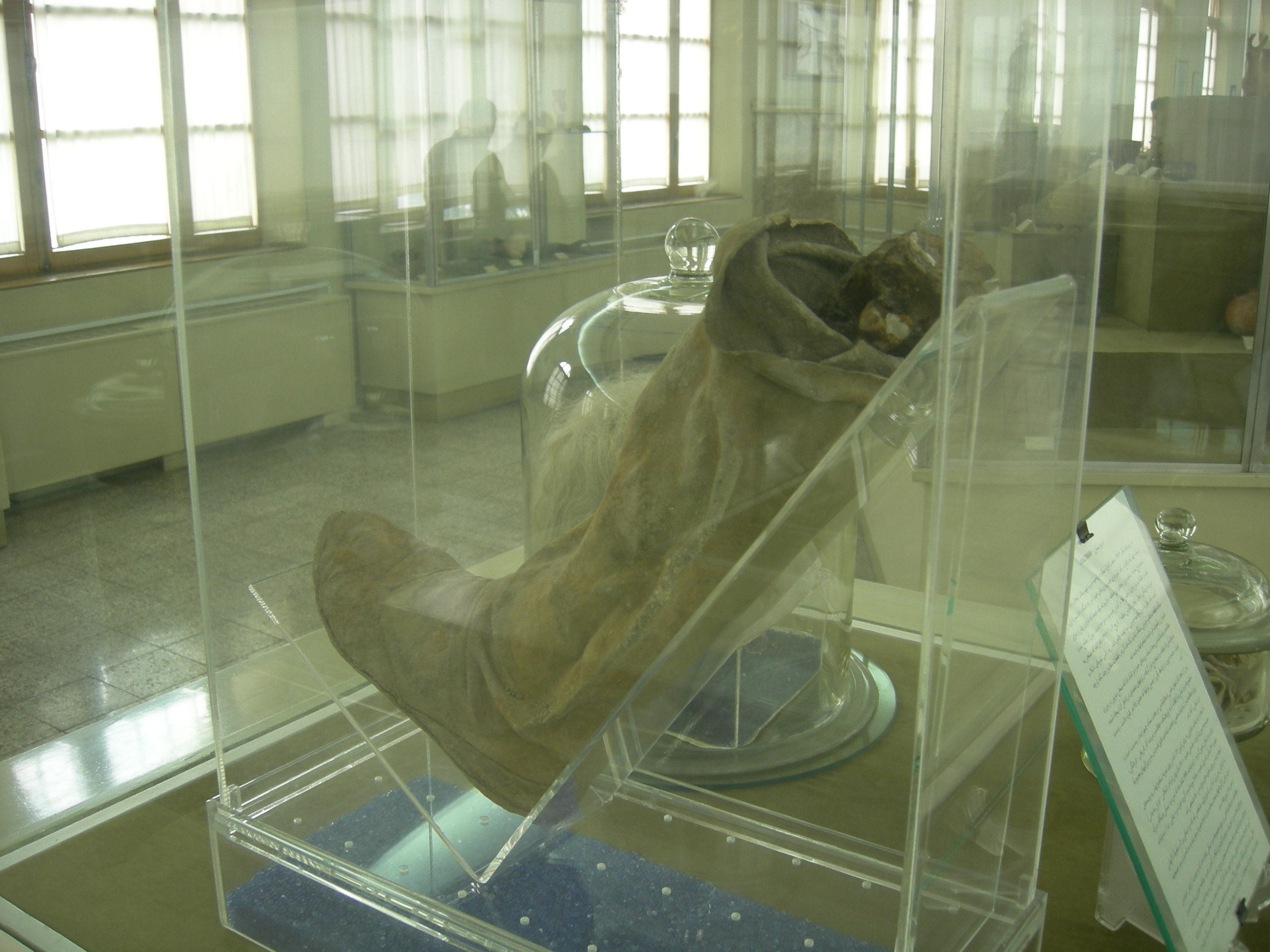
Urna amb el peu esquerre d'un home de sal descobert el 1993, Museu Nacional de l'Iran, Teheran

Es coneix com a humans de sal un conjunt de sis cossos humans que es remunten a l'antiguitat tardana i que han estat conservats per momificació natural a la mina de sal de Chehrâbâd, situada a 1 km al sud del llogaret d'Hamzehlu, a l'oest de la ciutat de Zanjan, a la província de Zanjan (Iran). Són quatre homes adults, una dona i un adolescent. El primer dels cossos descoberts, al 1993, fou un dels quatre homes. Data de l'època de l'Imperi aquemènida (de l'any 300 ae, aproximadament, segons proves realitzades amb carboni 14) i el cap i peu esquerre estan conservats a Teheran, al Museu Nacional de l'Iran.

## Història
El primer «home de sal» el trobaren momificat uns treballadors de la mina de sal de Chehrabad, en una galeria de 45 m, a l'hivern del 1933, al llogaret d'Hamezhlu, a l'oest de la ciutat de Zanjan, a la província de Zanjan, Iran. Al costat del cos aparegueren algunes eines i ceràmica. En anys posteriors es descobriren cinc cossos més a la mateixa zona.
Les condicions de salinitat impediren que els microorganismes hi actuaren i així es preservaren de manera natural els materials orgànics i inorgànics de l'enterrament.

## Característiques del cos descobert el 1993
- Momificació en sal.
- Se li practicà una tomografia, que li detectà una fractura prop de l'ull, que sembla que ja tenia abans de morir.
- El cadàver duia barba, portava pantalons de llana, botes de cuir i una arracada d'or a l'orella esquerra.
- El seu grup sanguini és B+.
- S'hi trobaren diverses eines i objectes:

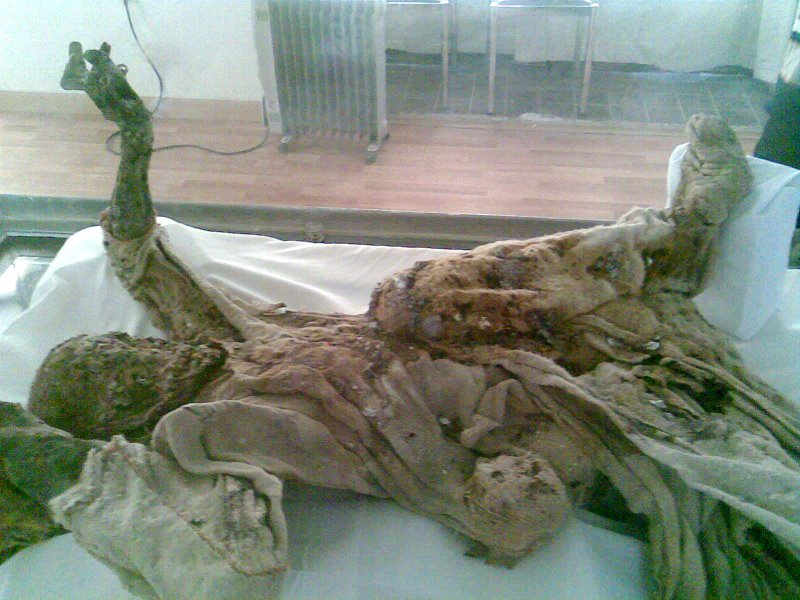
Urna amb el cos de la quarta mòmia trobada a les mines de sal de Chehrab, Museu Nacional de l'Iran, Teheran

  - una fona
  - tres ganivets
  - anous

## Vegeu també

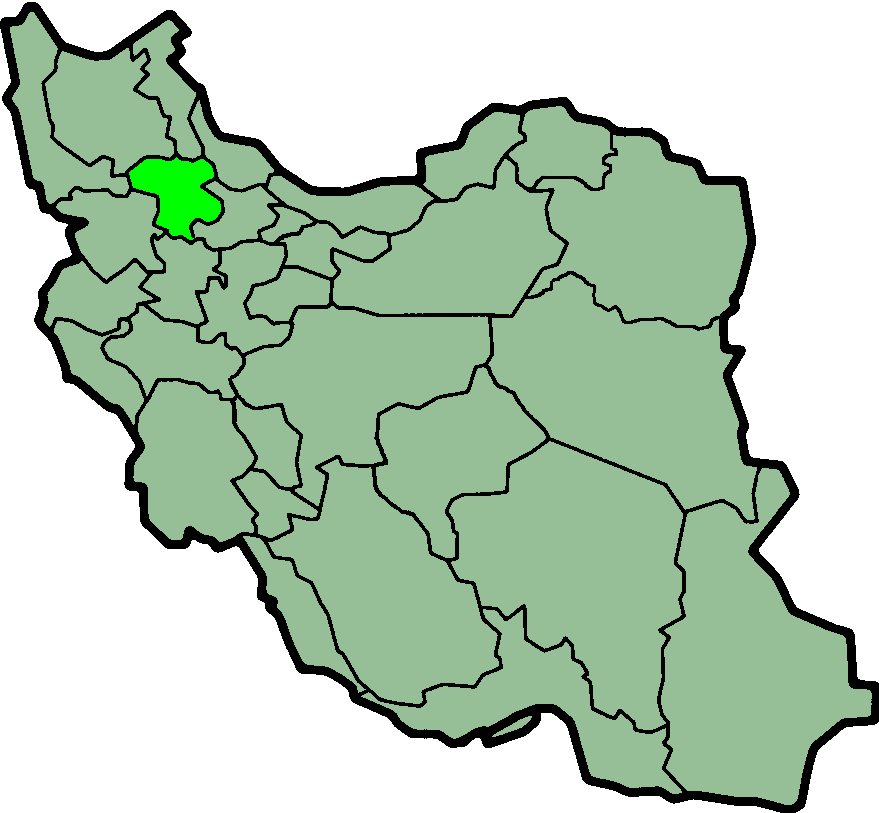
Ubicació de la província de Zanjan, dins de l'Iran